# Lockheed X-7
Le Lockheed X-7, surnommé « Flying Stove Pipe » (« Tuyau de poêle volant ») par les ingénieurs du programme, est un banc d'essai volant sans pilote développé afin d'étudier le concept de statoréacteur et de tester de nouvelles techniques de guidage de missile. L'appareil est aussi utilisé afin de tester les carburants expérimentaux à base de borane HEF-2 et Hi Cal-3 à haut pouvoir calorifique,. 
Le X-7 est emporté sous l'aile d'un avion mère B-29 ou B-50 Superfortress. Une fois le X-7 largué, le moteur-fusée est allumé pendant une durée d'environ 5 secondes propulsant l'appareil à 1 625 km/h, à cette vitesse le moteur-fusée est largué et le statoréacteur prend le relais. À la fin du vol propulsé, un parachute est déployé afin de freiner la descente. La pointe de l'appareil était conçu pour absorber le choc lors de l'atterrissage et lui permettre de se planter dans le sol en attendant d'être récupéré. Il est ensuite reconditionné pour le vol suivant.
Un total de 130 vols ont été effectués d'avril 1951 à juillet 1960. La vitesse maximale atteinte par le X-7 est de Mach 4,31 (4 640 km/h), ce qui représentait à l'époque un record mondial de vitesse.